# 西藏奇异螺
西藏奇异螺（学名：Buliminus canescens）为艾纳螺科奇异螺属的动物，是中国的特有物种。

## 分佈
本物種目前只見於西藏的林芝市，生活环境为陆地，多见于高山地区潮湿的灌木丛草丛中、石块落叶下以及岩石缝隙中。

## 外部連結
- 維基物種上的相關：西藏奇异螺